# The Denver Post
The Denver Post es un periódico publicado en Denver, Colorado, desde 1892. Es el periódico insignia de MediaNews Group, fundada por William Dean Singleton y Richard Scudder en 1983. MediaNews es una de las cadenas de periódicos más grandes de Estados Unidos, edita 61 diarios y otras 120 publicaciones en 13 estados. MediaNews compró el Post a la Times Mirror Co. el 1 de diciembre de 1987. Times Mirror lo había comprado a su vez a los herederos del fundador Frederick Gilmer Bonfils en 1980.
Como el principal periódico de Denver, tiene el duodécimo puesto entre semana y el décimo los domingos entre los periódicos de mayor circulación en Estados Unidos. A partir de marzo de 2013, tiene una circulación entre semana de 416 676 ejemplares y 626 875 los domingos. DenverPost.com recibe 6,5 millones de visitantes mensuales en sus más de 61 millones de páginas web.